# Anablepsoides caurae
El rivulín del Caura es la especie Anablepsoides caurae, un pez de agua dulce la familia de los rivulines en el orden de los ciprinodontiformes.

## Morfología
Cuerpo alargado y colorido típico de la familia, con 6 a 7 radios blandos en la aleta dorsal y 13 a 14 radios blandos en la aleta anal, los machos pueden alcanzar los 3,9 cm de longitud máxima.

## Distribución geográfica
Se encuentran en ríos de Sudamérica en Venezuela, abundante en el río Caura, del que toma su nombre.

## Hábitat
Viven en pequeños cursos de agua de clima tropical, de comportamiento bentopelágico.